# Coleophora afra
Coleophora afra é uma espécie de mariposa do gênero Coleophora pertencente à família Coleophoridae.